# Tsacasiella
Tsacasiella är ett släkte av tvåvingar. Tsacasiella ingår i familjen rovflugor.
Kladogram enligt Catalogue of Life:
| Tsacasiella | \| \| Tsacasiella inornata \| \| \| \| \| \| Tsacasiella neavei \| \| \| \| |
|             | \| \| Tsacasiella inornata \| \| \| \| \| \| Tsacasiella neavei \| \| \| \| |
|             | Tsacasiella inornata                                                        |
|             |                                                                             |
|             | Tsacasiella neavei                                                          |
|             |                                                                             |